# MercoPress
MercoPress est une agence de presse basée à Montévidéo en Uruguay, opérant depuis 1993 et principalement centrée autour des sujets du Mercosur, de l'Amérique latine et de l'Atlantique Sud.